# Ignacio Vásquez (futbolista chileno)
Ignacio Antonio Vásquez González (San Bernardo, 22 de mayo de 2006)es un futbolista chileno que juega como mediocampista en Universidad de Chile de la Primera División de Chile.

## Historia

### Inicios
En el 2020, fue captado por Rodrigo Núñez, quien dirigía en ese momento en las divisiones menores de Cobresal, y fue llevado a una prueba en El Salvador, quedando definitivamente en las divisiones inferiores del club minero. Núñez declararía posteriormente, que era un jugador con muchas condiciones, encarador y con buena definición.

### Universidad de Chile
El 8 de abril de 2023, tras el Campeonato Sudamericano Sub-17 de 2023, Vásquez fue transferido al Universidad de Chile, y debutaría profesionalmente el 28 de junio de 2024 por el partido de ida de los cuartos de final de la Copa Chile 2024 ante San Antonio Unido, encuentro que terminó 0 a 0 y Vásquez ingresó en el minuto 33 por Ignacio Tapia, realizando un buen partido. En el partido de vuelta, disputado el 1 de julio, Vásquez fue ratificado como titular por primera vez en su carrera y anotó sus dos primeros goles en el profesionalismo.

## Selección nacional

### Selecciones menores
Fue convocado por Hernán Caputto el 16 de marzo de 2023 para disputar el Campeonato Sudamericano Sub-17 de 2023. Pese a clasificar a la fase final tras vencer a Colombia y Uruguay (en este partido Vásquez dio una asistencia), en la fase final la selección chilena perdió todos sus partidos, perdiendo la posibilidad de clasificar a la Copa Mundial de Fútbol Sub-17 de 2023. Pese a ello, Vásquez fue de las figuras del seleccionado chileno juvenil.

#### Participaciones en Sudamericanos
| Torneo                      | Sede      | Resultado    | Partidos | Goles | Asistencias |
| --------------------------- | --------- | ------------ | -------- | ----- | ----------- |
| Sudamericano Sub-17 de 2023 | Ecuador   | Fase Final   | 8        | 0     | 1           |
| Sudamericano Sub-20 de 2025 | Venezuela | Disputándose | 3        | 1     | 1           |

## Estadísticas

### Clubes
| Club                         | Div           | Temporada     | Liga  | Liga  | Liga   | Copas nacionales | Copas nacionales | Copas nacionales | Torneos internacionales | Torneos internacionales | Torneos internacionales | Total | Total | Total  |
| Club                         | Div           | Temporada     | Part. | Goles | Asist. | Part.            | Goles            | Asist.           | Part.                   | Goles                   | Asist.                  | Part. | Goles | Asist. |
| ---------------------------- | ------------- | ------------- | ----- | ----- | ------ | ---------------- | ---------------- | ---------------- | ----------------------- | ----------------------- | ----------------------- | ----- | ----- | ------ |
| Universidad de Chile · Chile | 1.ª           | 2024          | 10    | 1     | 0      | 5                | 2                | 1                | —                       | —                       | —                       | 15    | 3     | 1      |
| Universidad de Chile · Chile | 1.ª           | 2025          | 2     | 0     | 0      | 2                | 0                | 1                | —                       | —                       | —                       | 4     | 0     | 1      |
| Universidad de Chile · Chile | Total club    | Total club    | 12    | 1     | 0      | 7                | 2                | 2                | 0                       | 0                       | 0                       | 19    | 3     | 2      |
| Total carrera                | Total carrera | Total carrera | 12    | 1     | 0      | 7                | 2                | 2                | 0                       | 0                       | 0                       | 19    | 3     | 2      |
| 1. 2.                        |               |               |       |       |        |                  |                  |                  |                         |                         |                         |       |       |        |

## Palmarés

### Títulos nacionales
| Título     | Club                 | País  | Año  |
| ---------- | -------------------- | ----- | ---- |
| Copa Chile | Universidad de Chile | Chile | 2024 |